# Ilon Wikland
Ilon Wikland (født 5. februar 1930 i Tartu, Estland) er en estiskfødt, svensk kunstner og illustrator, der mest kendes for at have illustreret hovedparten af Astrid Lindgrens bøger. Det er udelukkende bøgerne Pippi Langstrømpe og Emil fra Lønneberg der er illustreret af andre (hhv. Ingrid Vang Nyman og Björn Berg).
Ilon Wikland er datter af civilingeniør Max Pääbo og kunstner Vida Juse og kom til Sverige som flygtning da hun var fjorten år gammel. Hun har skildret sin egen barndom i bogen Den lange, lange rejse, skrevet sammen med børnebogsforfatteren Rose Lagercrantz og udgivet i Stockholm i 1995. Ilon har fire børn og ti børnebørn.